# 배틀그라운드 모바일
배틀그라운드 모바일(영어: PLAYERUNKNOWN'S BATTLEGROUNDS MOBILE, 약칭: PUBG Mobile)은 크래프톤의 플레이어언노운스 배틀그라운드를 모바일로, 언제 어디서나 즐길 수 있도록 선보인 것이다. 배틀그라운드 개발사인 크래프톤의 펍지 스튜디오와 텐센트가 공동 개발해 2018년 2월에 처음 공개되었으며, 5월에는 국내에 출시되었다. 한국, 일본, 인도는 크래프톤이 직접 서비스하며, 이외 지역은 텐센트에서 관리한다.

## 게임 플레이
배틀그라운드는 최대 100명의 플레이어가 배틀로얄 형태로 싸우는 PVP 슈팅 게임으로, 마지막까지 생존한 사람이나 팀이 승리하게 된다. 배틀그라운드에서 지도상의 군용 수용기의 이동 경로는 각 라운드마다 달라지며 플레이어는 원하는 지점에 낙하산으로 착륙하기 위한 최적의 거리와 시간을 결정해야 한다. 플레이어는 게임플레이에 영향을 미치지 않는 의상까지만 커스터마이즈가 가능하고 무기가 없는 맨몸으로 시작한다. 착륙을 하면 플레이어는 건물, 유령 도시, 기타 지역을 뒤져서 총기, 차량, 근접무기, 방어구, 투척무기, 의료품 등등 장비를 찾을 수 있고, 자기장이 줄어들때 군용 수송기가 특수 보급품을 떨어뜨리고 특수 보급품에는 건물, 유령도시에서는 나오지 않는 특별한 총기가 있다.이 아이템들로 교전해  최후의 1인이나 팀이 되면 승리한다.

## 기타 버전

### 배틀그라운드 모바일 라이트
2019년 1월 24일 태국에서 처음 출시된 PUBG 모바일의 경량 안드로이드 버전이다. 이 버전은 최소 1GB의 RAM이 있는 장치에서 실행된다. Lite 버전은 중남미, 아시아, 아프리카 국가 등 일부 지역에서만 출시되었으며 플레이어들은 게임을 경험하기 위해 낮은 사양의 스마트폰을 보유하고 있다. 미국, 영국, 호주, 한국에서는 사용할 수 없다. Lite 버전은 표준 버전의 100명의 플레이어 대신 최대 60명의 플레이어와 함께 2×2로 축소된 맵을 제공한다.
2022년 아시안 게임 e스포츠 배틀그라운드 모바일 종목에서 사용될 버전이다. 이 버전에는 대인 사격 요소가 배제되고, 4명이 한 팀을 이루어 협력해 운전과 사격 실력을 겨루는 요소가 추가되어 개발되고 있다고 크래프톤이 밝혔다.

## 같이 보기
- 배틀그라운드
- 크래프톤
- 텐센트
- 배틀로얄
- 배틀그라운드: NEW STATE